# Lee June-seo
Lee June-seo (ur. 3 czerwca 2000 w Daejeon) – południowokoreański łyżwiarz szybki, specjalizujący się w short tracku, medalista olimpijski, medalista mistrzostw świata.
Był uczestnikiem zimowych igrzysk olimpijskich w Pekinie. W ich ramach wystąpił w czterech konkurencjach – w konkurencji 500 m został wykluczony już w fazie eliminacji, w konkurencji 1000 m został wykluczony w półfinale, w konkurencji 1500 m awansował do finału i zajął 5. pozycję z czasem 2:09,622 a w konkurencji biegu sztafetowego zespół z jego udziałem uzyskał rezultat czasowy 6:37,879 i zdobył srebrny medal (w składzie Lee June-seo, Hwang Dae-heon, Kwak Yoon-gy, Park Jang-hyuk, Kim Dong-wook).